# Taloqans flygplats
Taloqans flygplats är en flygplats i Afghanistan. Den ligger i distriktet Taloqan, i provinsen Takhar, i den nordöstra delen av landet, 250 kilometer norr om huvudstaden Kabul. Flygplatsen ligger 833 meter över havet. Närmaste större samhälle är Taloqan, fyra kilometer söder om Taloqans flygplats.